# Acantocnemídeos
Acantocnemídeos (Acanthocnemidae) é uma pequena família de escaravelhos, polífagos. A única espécie de Acanthocnemidae, Acanthocnemus nigricans, é originária da Austrália.

## Sinonímia
- Acanthocnemus nigricans (Hope, 1845)
- Dasytes nigricans Hope, 1845
- Dasytes fuscipennis Hope, 1845
- Acanthocnemus ciliatus Perris, 1864
- Acanthocnemus truquii Baudi, 1873
- Acanthocnemus fauveli Bourgeois, 1884
- Eurema dilutum Abeille de Perrin, 1894
- Acanthocnemus kraatzi Schilsky, 1896
- Acanthocnemus kraatzi v. immaturus Schilsky, 1896
- Acanthocnemus asiaticus Pic, 1897
- Hovacnemus pallitarsis Fairmaire, 1898
- Acanthocnemus brevicornis Pic, 1903